# Parque Nacional Riding Mountain
O Parque Nacional Riding Mountain localiza-se na província de Manitoba, Canadá. Foi estabelecido em 1929 e tem uma área de 2.973 km². Em 1986 foi designado como uma reserva da biosfera pela UNESCO. O parque protege uma vasta vegetação e uma abundante vida selvagem como lobos, alces, ursos e bisões. Possui, ainda, centenas de espécies de pássaros e incontáveis insetos.